# Giovanni Collina
Giovanni Collina (Faenza, 28 agosto 1820 – Faenza, 23 giugno 1893) è stato un artista italiano.

## Biografia
Nacque da Giacomo e Pasqua Galanti. Da giovane è apprendista presso la Fabbrica Ferniani con l’insegnamento del Lanzoni e del Pani mentre frequenta la Scuola di Disegno di Faenza diretta dal Marri. Entrato nella bottega dei Ballanti Graziani, che lavoravano per i Ferniani, divenne l’allievo prediletto di Giovan Battista, che nel 1840 lo invia a studiare all’Accademia di belle arti di Firenze dove ebbe per maestro Lorenzo Bartolini. Studiò insieme a Federico Argnani e il figlio di Francesco Ballanti Graziani, Giuseppe Ballanti; si sposa con la sorella di quest’ultimo, Rosa, dopo il ritorno a Faenza; dal 1847 assume il cognome Graziani e rimane a capo della ditta in cui acquisì un ruolo sempre più preminente grazie alle lodi del Bartolini e alla nuova parentela.
Successivamente l’attività del Collina si orientò verso due settori: da un lato i ritratti, la plastica decorativa o di soggetto religioso, dall’altro dopo il 1874 anche le plastiche e modelli per le maioliche della Fabbrica Ferniani.
Ma è soprattutto nella plastica religiosa che il Collina si qualificò per il suo stile composto e pacato e per il tono pietistico adatto al genere devozionale.
Partecipò a diversi ritrovi artistici durante la sua vita: nel 1875 prese parte ad uno di Faenza chiamato Esposizione d’arte romagnola, nel 1878 andò all’Esposizione internazionale di Parigi e ad un’altra prese parte nel 1888 a Bologna.

## Giudizio critico
Egli faceva arte con un modellare delicato, accompagnato da linee eleganti e composte, concernendo il tutto con la tradizione tecnica dei maiolicari. Per queste sue caratteristiche fu un artista ricercato e rinomato, all’interno del cosmo Faentino.

## Opere
Presso la collezione Ferniani ci sono i busti di Napoleone I e di Gregorio XVI e una Maddalena. Un Achille ferito è stato donato alla pinacoteca. Collaborò a decorare la chiesa di S. Umiltà (lapide e busto di donna Scolastica Ricci) e quella dell’Osservanza (statua di S. Giovanni della Croce).
Si ricordino i ritratti di Giovan Battista Ballanti Graziani e Don Samorè esposti alla mostra del 1875, quello di Tommaso Minardi e altri busti per la facciata di Palazzo Pasolini. Importante anche il monumento funebre di Achille Calzi, presso la chiesa dei Servi.
Fece il S. Sebastiano, la S. Anna con Maria Bambina e numerose immagini per chiese e conventi.
Collaborò nei restauri del Teatro Comunale e nei rilievi per le facciate dei palazzi Ginnasi-Cattani e Gucci-Boschi.
Maioliche
Da ricordare i rilievi robbiani per il Cimitero, i medaglioni con i ritratti di Pio IX, Vittorio Emanuele II, la regina Margherita e due con la Sacra Famiglia.